# Psychopterys
Psychopterys là một chi thực vật có hoa trong họ Malpighiaceae.

## Loài
Chi Psychopterys gồm các loài: